# Grey's Scouts
Levés en juillet 1975, les Grey’s Scouts furent une unité d’infanterie montée impliquée dans la guerre de Rhodésie, licenciée en novembre 1980.
Leur nom est celui de George Grey qui leva une troupe d'éclaireurs montés, lors de la deuxième guerre contre les Ndébélés (1898).

## Quartiers
Le régiment est stationné aux Inkomo Barracks, près de Salisbury (Harare).

## Emploi
Les Grey's sont des fantassins montés qui se déplacent à cheval mais combattent à pied. Ils pratiquent le pistage, la reconnaissance, mais surtout la patrouille. En moyenne, 65 km sont couverts dans la journée, sans fatigue excessive pour le cavalier. Les montures sont parfois utilisées, comme bêtes de somme, au transport de matériel et de ravitaillement quand le terrain est impraticable aux véhicules. Très photogénique, l’unité est montrée aux journalistes des quatre coins du monde. L'un d'eux gagnera un prix Pulitzer.

## Effectifs
Les Grey’s sont une unité multiraciale (Européens, Métis, Pakistanais, Africains), et multinationale (nombreux étrangers dont plusieurs Français). Au départ, deux cents hommes environ, dont une trentaine d'opérationnels. À la fin, plus d’un millier, grâce à la conscription et aux mutations depuis d'autres régiments. Les chevaux sont des dons de sympathisants, en Afrique du Sud ou ailleurs. La base arrière emploie tous les métiers traditionnels : bourreliers, maréchaux-ferrants et autres artisans.